# Дино Ральов
Костадин (Константин, Дино) Ральов е български революционер, деец на Вътрешната македоно-одринска революционна организация (ВМОРО).

## Биография
Ральов е участник в създаването в 1895 година на Кукушкия революционен комитет. В 1904 година става член на Кукушкия окръжен революционен комитет.